# Lệnh doãn
Lệnh doãn (tiếng Trung: 令尹; bính âm: Lìngyǐn) là một chức quan của nước Sở - một chư hầu nhà Chu trong lịch sử Trung Quốc. Chức vụ này tương đương với chức thừa tướng.
Thời Sở Chiêu vương, nước Sở thiết lập chức 'lệnh doãn', lãnh đạo chính trị, không tham gia thống lĩnh quân đội. Từ đó cho đến khi nước Sở bị nước Tần tiêu diệt, lệnh doãn là chức quan cao nhất của nước Sở, có quyền lực nhiều hơn cả các tể tướng hay tướng quân của các nước chư hầu tại Trung Nguyên. Chức 'lệnh doãn' thông thường do thân tộc của Sở vương đảm nhiệm, những người không thuộc vương tộc đảm nhiệm chức lệnh doãn theo khảo chứng chỉ có Bành Trọng Sảng (nguyên là bình dân nước Thân) thời Sở Văn vương và Ngô Khởi (nguyên là tướng quân nước Ngụy) thời Sở Điệu vương.

## Danh sách các lệnh doãn

### Nước Sở
- Đấu Bá Tỷ: trước 706 TCN- sau 699 TCN[1]
- Đấu Kì [zh]: sau 690 TCN[2]
- Bành Trọng Sảng [zh]: sau 688 TCN - sau 683 TCN[3]
- Công tử Thiện (tự Tử Nguyên): trước 675 TCN - 664 TCN[4]
- Đấu Cốc Ư Đồ (tự Tử Văn): 664 TCN - 637 TCN[5]
- Thành Đắc Thần (tự Tử Ngọc): 637 TCN - 632 TCN[6]
- Vĩ Lã Thần [zh]: 632 TCN - 629 TCN[7]
- Đấu Bột [zh] (tự Tử Thượng): 629 TCN - 627 TCN[8]
- Thành Đại Tâm [zh] (tự Tôn Bá): 627 TCN - 615 TCN[9]
- Thành Gia (tự Tử Khổng): 615 TCN - 612 TCN[10]
- Đấu Bàn (tự Tử Dương): 612 TCN - 611 TCN[11]
- Đấu Việt Tiêu (tự Bá Phần): 611 TCN - 605 TCN[11]
- Thẩm Doãn Tử Kính [zh]
- Vĩ Ngao (tự Tôn Thúc): sau 605 TCN - sau 596 TCN[12]
- Tử Bội [zh]
- Công tử Anh Tề [zh] (tự Tử Trọng): trước 593 TCN - 570 TCN[13]
- Công tử Nhâm Phu [zh] (tự Tử Tân): 570 TCN - 568 TCN[14]
- Công tử Trinh [zh] (tự Tử Nang): 568 TCN - 559 TCN[15]
- Công tử Ngọ [zh] (tự Tử Canh): 558 TCN- 552 TCN[16]
- Công tử Truy Thư [zh] (tự Tử Nam): 552 TCN- 551 TCN[17]
- Vĩ Tử Phùng [zh]: 551 TCN - 548 TCN[17]
- Khuất Kiến [zh] (tự Tử Mộc): 548 TCN - 545 TCN[18]
- Công tử Vi (sau là Sở Linh vương): 545 TCN - 541 TCN[19]
- Vĩ Bãi [zh] (tự Tử Đãng): 541 TCN - 529 TCN[20]
- Công tử Hắc Quăng [zh] (tự Tử Tích): 529 TCN[21]
- Đấu Thành Niên [zh] (tự Tử Kỳ): 529 TCN - 528TCN[22]
- Dương Cái [zh] (tự Tử Hà): 528 TCN - 519 TCN[23]
- Nang Ngõa [zh] (tự Tử Thường): 519 TCN - 506 TCN[24]
- Công tử Thân [zh] (tự Tử Tây): 505 - 479 TCN[25]
- Thẩm Chư Lương (tự Tử Cao): 479 TCN - 478 TCN[3]
- Tử Quốc [zh] (tự Tử Quốc): 478 TCN - sau 475 TCN[3]
- Lệnh doãn Xá (令尹舍, tự [Tử Phát; 子发]): 447 TCN[26]
- Ngô Khởi (thời Sở Điệu vương)
- Châu Hầu [zh]
- Chiêu Hề Tuất [zh] (thời Sở Tuyên vương)
- Ngạc Quân Tử Triết [zh]
- Chiêu Dương [zh] (thời Sở Uy vương, Sở Hoài vương)
- Cảnh Lý [zh] (thời Sở Hoài vương)
- Tử Tiêu [zh]
- Chiêu Ngư [zh] (thời Sở Hoài vương, Sở Khoảnh Tương vương)
- Tử Lan [zh] (thời Sở Khoảnh Tương vương)
- Xuân Thân quân (thời Sở Khảo Liệt vương)
- Lý Viên [zh] (thời Sở U vương)
- Lã Thanh [zh] (thời Sở Hậu Hoài vương)

### Các nước khác
- Chư Kê Kinh (諸稽荊), nước Từ, cuối Xuân Thu.
- Lệnh doãn Tống (令尹宋), nước Việt, sau năm 441 TCN